# 爱尔兰运输和普通工人工会
爱尔兰运输和普通工人工会（英語：Irish Transport and General Workers Union，缩写为ITGWU）是一个代表爱尔兰劳工的工会，由詹姆斯·拉金于1909年1月创立，成员来自利物浦的码头工人民族工会（National Union of Dock Labourers）。
它是1913年都柏林大罢工事件主导者。1923年，拉金另成立了爱尔兰工人工会（Workers' Union of Ireland），该组织的许多都柏林成员都加入了该工会。但该组织在首都以外依旧活跃。
1990年，该组织与爱尔兰工人工会合并为SIPTU。